# Cinclosoma canyella
El cinclosoma canyella (Cinclosoma cinnamomeum) és un ocell de la família dels cinclosomàtids (Cinclosomatidae).

## Hàbitat i distribució
Habita boscos àrids amb acàcies i Spinifex i matolls al nord i nord-est d'Austràlia, al sud i sud-est del Territori del Nord, mprd i nord-est d'Austràlia Meridional, extrem sud-oest de Queensland i extrem nord-oest de Nova Gal·les del Sud.

## Taxonomia
Antany la població de la plana de Nullarbor era considerada una subespècie, però avui es considera una espècie diferent: Cinclosoma alisteri, arran els treballs de Toon et col, 2012.